# August-Macke-Preis
Der August-Macke-Preis, benannt nach dem Maler August Macke, wurde erstmals im Jahre 1959 von den Landkreisen Arnsberg, Brilon, Meschede und Olpe gestiftet.

## Geschichte
Der Preis wurde vom Kulturring für das kurkölnische Sauerland 1959, 1964 und 1969 vergeben. Im Jahr 1974 beschloss der Rat der Stadt Meschede, Geburtsstadt von August Macke, in Zukunft den August-Macke-Preis der Stadt Meschede zu vergeben. Mit dem Preis werden seither besondere Leistungen zur vielfältigen Entwicklung im Bereich der bildenden Kunst mit Bezug zum Land Nordrhein-Westfalen geehrt.
Seit 2008 wird der August-Macke-Preis neu durch den Hochsauerlandkreis verliehen und soll nun in regelmäßigem Turnus alle drei Jahre vergeben werden. Diese neu institutionalisierte Form des August-Macke-Preises entstand aus der Zusammenführung des Kulturpreis Hochsauerlandkreis und des August-Macke-Preis der Stadt Meschede.
Die derzeit mit 20.000 € dotierte Auszeichnung wird jeweils in der Taufkirche August Mackes verliehen. Für eine Ausstellung mit begleitender Publikation stehen darüber hinaus weitere 20.000 € zur Verfügung.

## Preisträger

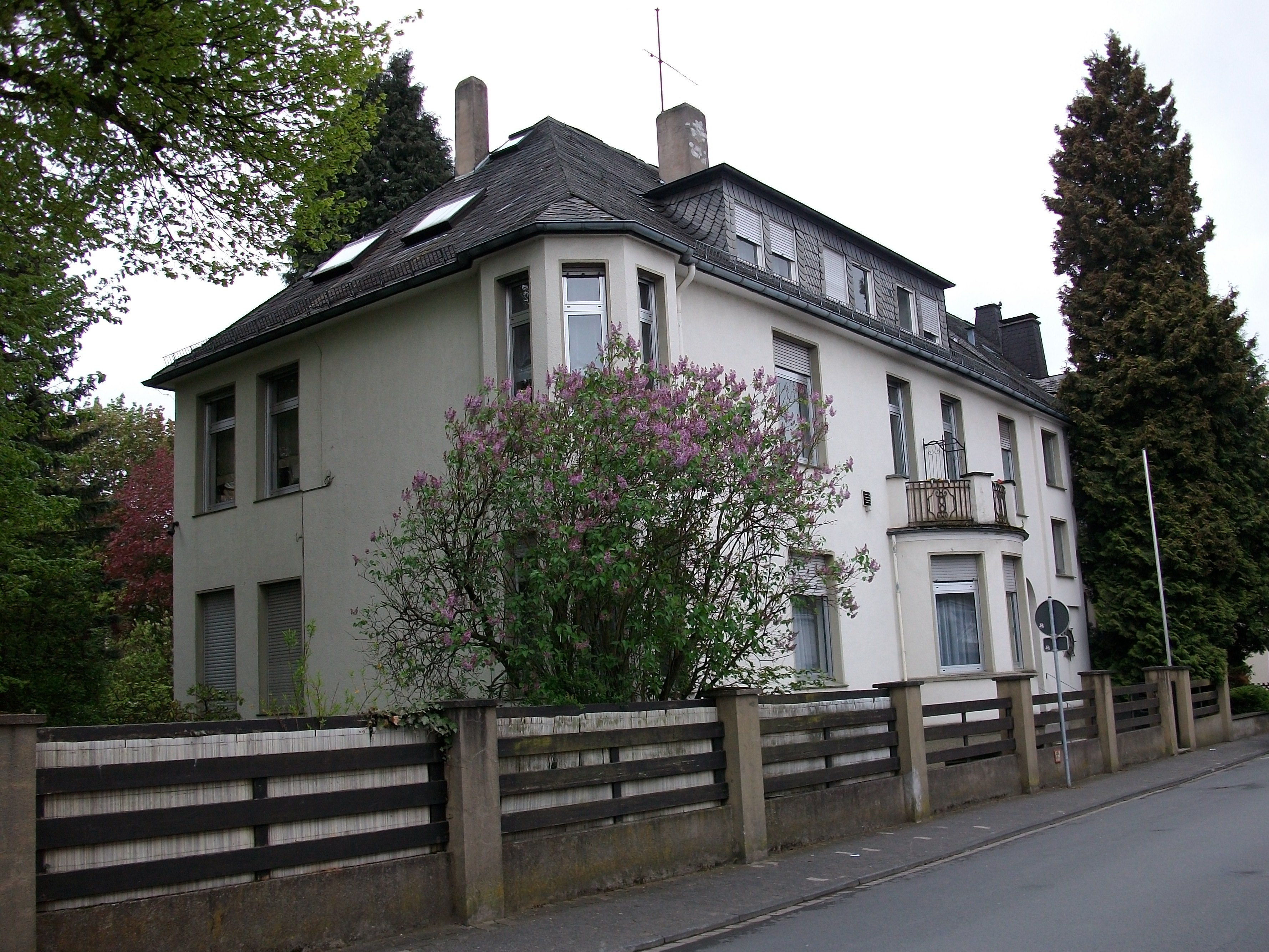
Geburtshaus von August Macke in Meschede

- 1959: Carl Josef Hoffmann, Gebhard Schwermer[1]
- 1964: Christa Biederbick
- 1969: Christine Bandau, Ruth Hoffmann und Claus Harnischmacher
- 1975: Bernd Bohmeier, Theo Lambertin
- 1978: Emil Schumacher
- 1981: Monika Hollekamp
- 1984: Günter Ferdinand Ris
- 1987: Gotthard Graubner
- 1990: Fujio Akai
- 1993: Herbert Bardenheuer
- 1996: Heribert Friedland
- 2000: Ansgar Nierhoff
- 2005: Matthias Weischer
- 2008: Leiko Ikemura
- 2011: Corinne Wasmuht
- 2014: Kerstin Brätsch
- 2017: Michael Sailstorfer
- 2022: Toulu Hassani

## August-Macke-Förderpreis
Im Rahmen des Gesamtkonzepts August-Macke-Preis stiftet die Kulturstiftung der Westfälischen Provinzial Versicherung den August-Macke-Förderpreis.
Der Kulturpreis wurde zur Förderung, Würdigung und Verbreitung neuer künstlerischer Aktivitäten in Südwestfalen ins Leben gerufen. Er wird, wie der August-Macke Preis, alle drei Jahre vergeben und ist mit 5.000 Euro dotiert, die zweckgebunden zur Entwicklung der künstlerischen Arbeit verwendet werden müssen. Teilnahmeberechtigt sind Künstler bis zum 28. Lebensjahr, die in der Region Südwestfalen (Hochsauerlandkreis, Märkischer Kreis, Kreis Olpe, Kreis Siegen-Wittgenstein und Kreis Soest) geboren sind, seit mindestens zwei Jahren ihren ersten Wohnsitz in der Region haben oder nachweislich überwiegend in dieser Region künstlerisch tätig sind.

## Preisträger August-Macke-Förderpreis
- 2009: Marina Zwetzschler[1]
- 2012: Silke Albrecht
- 2015: Lioba Schmidt
- 2018: Isabell Hoffmann